# Otto Mezger
Otto Mezger (* 4. März 1875 in Naislach; † 21. August 1934 bei Pfronten im Allgäu) war ein deutscher Apotheker, Chemiker und Kriminalist. Er war weltweit der erste Wissenschaftler, der durch einen Pistolenatlas eine Handfeuerwaffe mittels der abgefeuerten Patronenhülsen und zugehörigen Geschosse bestimmen konnte.

## Leben

### Lehre
Als Sohn eines Oberförsters erlernte er zuerst den Beruf eines Apothekers bis zur Prüfung als Geselle. Danach studierte er ab 1898 an der Technischen Hochschule Stuttgart Pharmazie. Dieses Studium setzte er in dem Fach Chemie fort und ging anschließend an die Universität Tübingen. Dort schloss er seine Studien ab und promovierte 1902 bei William Küster zum Dr. rer. nat. mit dem Thema Beiträge zur Kenntnis des Hämatins.
Im selben Jahr beteiligte er sich an der TH Stuttgart an einer Preisaufgabe im Bereich der Botanik und gewann eine goldene Medaille.

### Chemiker und Kriminalist
Im Jahre 1903 ging er als Assistent an das Städtische Chemische Laboratorium in Stuttgart. 1905 übernahm er die Leitung der Abteilung für die Kontrolle der Nahrungsmittel. In dieser Tätigkeit entwickelte er eine Methode zur städtischen Kontrolle der Milchanalyse, die er im Jahre 1913 mit einer weitergehenden Veröffentlichung dokumentierte. 1917 wurde er Direktor des städtischen Untersuchungsamtes. Im Juni 1918 wurde er in der Freimaurerloge Zu den 3 Cedern in Stuttgart zum Freimaurer aufgenommen. Weiters führte er für das Polizeipräsidium Stuttgart chemische Untersuchungen auf dem Gebiet der Kriminalistik aus. Als im Jahre 1923 die Landespolizei verstaatlicht wurde, konnte Mezger seine Arbeiten auch für die kriminaltechnische Anstalt des Württembergischen Landeskriminalpolizeiamtes in Stuttgart fortsetzen.
Für seine kriminaltechnischen Untersuchungen entwickelte er teilweise selber Geräte zur Spurensicherung an den Tatorten, wobei er von seinem Jagdfreund, dem Industriellen Robert Bosch, unterstützt wurde. Diese Geräte arbeiteten mit einer solchen Präzision, dass seine Untersuchungen und Veröffentlichungen weltweit hohes Ansehen erhielten. Ab 1930 lehrte er an der TH Stuttgart die Fächer Lebensmittelchemie und gerichtliche Chemie. Im selben Jahr wurde er zum Mitglied der Internationalen Akademie für kriminaltechnische Wissenschaften ernannt.

### Lebenswerke
Weltweite Anerkennung erhielt er durch seine Arbeiten für einen Pistolenatlas, mit dem es möglich war, eine Handfeuerwaffe durch ihre abgefeuerten Hülsen und Geschosse zu identifizieren. Diese Ergebnisse präsentierte er erstmals in einem Artikel in der Zeitschrift Archiv für Kriminologie im 89. Band unter dem Titel Die Bestimmung des Pistolensystems aus verfeuerten Hülsen und Geschossen. Mit dieser Arbeit hatte er seinen Ruf als Kriminologe so gefestigt, dass er als Sachverständiger vor nationalen und internationalen Gerichten auftreten konnte. Er veröffentlichte etwa einhundert Abhandlungen über seine Arbeiten und Untersuchungen in verschiedenen Fachzeitschriften.
Als er am 21. August 1934 auf einem Jagdausflug im Allgäu war, erlitt er einen Herzanfall und verstarb in den Armen seines Freundes Robert Bosch.

## Schriften (Auswahl)
- Beiträge zur Kenntnis des Hämatins. Über die Reduction der Hämatinsäuren und einen Versuch zur Synthese des partiellen Anhydrids der dreibasischen Hämatinsäure, Würzburg 1902
- Zum qualitativen Nachweis der Borsäure. in: Zeitschrift für Untersuchung der Nahrungs- und Genußmittel, Band 10, S. 243–245, Stuttgart 1905
- Anleitung zur Durchführung einer wirksamen Milchkontrolle in Stadt- und Landgemeinden; ein Leitfaden für die mit der Durchführung der Kontrolle sich befassenden Beamten, Stuttgart 1910
- Über die biologische Unterscheidung der Eiweißarten unter besonderer Berücksichtigung der Untersuchung von Nahrungsmitteln und Blutspuren, in: Chemische Zeitung, Band 34, 1910, S. 346–347, 363–364, 371–373
- Über die Entwicklung der Lebensmittelkontrolle in den verschiedenen Kulturstaaten unter besonderer Berücksichtigung der Württembergischen Verhältnisse, Stuttgart 1913
- Die Ziele der Zentralstelle für Chemie und Wirtschaft, in: Zeitschrift für Lebensmitteluntersuchung und -Forschung A, Jg. 52, Nummer 1–2 / Juli, 1926, S. 40–41
- Die äußere Kennzeichnung von Lebensmitteln mit Roland Schmiedel, Stuttgart 1928
- Ist das Gesamtgemelk aus zwei Eutervierteln als Vollmilch anzusehen?, mit Julius Umbrecht, Kempten 1928
- Über die Entwicklung Schießtechnischer Untersuchungen im Dienste der Justiz, in: Deutsche Zeitschrift für die Gesamte Gerichtliche Medizin, Jg. 13, 1929, S. 377–391
- Die Bestimmung des Pistolensystems aus verfeuerten Hülsen und Geschossen, Kaliber 6,35, 7,65 und 9 mm Kurz, Berlin 1931